# احمد ایزدپناه
احمد ایزدپناه (۱۲۸۹–۱۱ اسفند ۱۳۷۵) از بنیان‌گذاران رشتهٔ ورزشی دو و میدانی نوین در ایران بود. او از سال‌های نخست سدهٔ ۱۳۰۰ با همراهی تعدادی دیگر از علاقه‌مندان به این رشته به برگزاری مسابقات دو و میدانی در مدارس و محلات شهر تهران همت گماشت و قهرمانان بسیاری را در این رشته به ورزش ایران معرفی کرد. ایزدپناه دو دوره (یک بار از سال‌های ۱۳۳۹ تا ۱۳۴۵ و بار دیگر از ۱۳۴۹ تا ۱۳۵۸) ریاست فدراسیون دو و میدانی ایران را بر عهده داشت و از او به عنوان پدر دو و میدانی ایران یاد می‌شود. او افزون بر دو و میدانی در رشته‌های دیگر ورزشی چون فوتبال، شنا و... نیز فعالیت داشت.

## زندگی ورزشی
احمد ایزدپناه در سال ۱۲۸۹ در محلهٔ مسجد سپه‌سالار تهران به دنیا آمد. در دوران کودکی در همان محله بدون امکانات مخصوص و با وسایل ابتدایی و ابداعی مسابقات فوتبال یا دو برگزار می‌کردند. او در مرور خاطرات‌اش تماشای مسابقاتی نیمه‌رسمی با نام المپیک ایران در میدان مشق تهران در سال ۱۳۰۳ را به یاد می‌آورد که برادرش در آن رقابت‌ها در دو ماده صد متر و پرش طول برنده شد. احمد ایزدپناه پس از تماشای آن مسابقات با کمک شمس‌الدین شایسته و محمد شعاع معتمد شیرازی (مؤسس باشگاه شعاع در سال‌های آینده) در مسجد سپهسالار تشکیلاتی به راه انداختند که هدف آن برگزاری مسابقات دو و میدانی بین ورزشکاران محلات و مدارس تهران بود. مسابقاتی که به دلیل نبود امکانات اولیه همچون متر و کرونومتر به صورت ابداعی برگزار می‌شد و برای مثال معیار دوندگان و داوران پیمودن مسافت میان دو تیر چراغ برق محله بود.
ایزدپناه از سال ۱۳۱۱ در وزارت معارف شروع به کار کرد و مسئولیت دو و میدانی مدارس تهران را بر عهده گرفت. هم‌زمان در دانشکدهٔ افسری ارتش نیز به عنوان معلم ورزش استخدام شد. ایزدپناه در این دوره با همراهی گروهی از بنیان‌گذاران ورزش نوین در ایران از جمله میرمهدی ورزنده، ابوالفضل صدری، دکتر بیرجندی، منوچهر مهران، پادگورنی، حسین بنایی، شایسته، غلامحسین مفید، میرمهدی صفوی و… اولین مسابقه دو صحرانوردی و سایر مسابقات رسمی را سازماندهی و برگزار کردند. ایزدپناه در همان سال کانونی را با نام کانون ورزش ایران به همراه عباس مسعودی رئیس روزنامه اطلاعات، آقای افخمی، برادرش دکتر ایزدپناه، سیاسی، محمد ذوالفقاری، برادران امیرابراهیمی، محسنی و قهرمان قهرمانی تأسیس کردند که در گسترش فوتبال و دو و میدانی می‌کوشید. مسابقات این کانون در زمین کالج تهران برگزار می‌شد.
سال ۱۳۱۳ اولین اردوی آموزشی وزارت معارف به سرپرستی یک مشاور آمریکایی به نام گیبسون در منظریه تهران با حضور معلمین ورزش کشور برگزار شد. در این اردو نخستین سمینار دو و میدانی تشکیل شد و مواد دو و میدانی به معلمان آموزش داده شد تا این رشته در مدارس پایه‌ریزی شود. در آنجا احمد ایزدپناه بدون امکانات استاندارد و در استخری مخروبه که با کاه پر شده بود نحوهٔ دویدن و پریدن در مادهٔ پرش ارتفاع را به دیگران آموزش داد.
در اردوی منظریه همان سال شنای مدرن و غریق نجات نیز برای نخستین بار توسط معلمان کالج تهران آموزش داده شد و پس از آن احمد ایزدپناه به همراه سایر مربیان آموزش شنا را به دانشجویان دانشکده افسری در استخر اقدسیه که در اصل چیزی شبیه منبع آب با عمق ۶−۷ متر بود آغاز کرد. با کمک سروان قهرمانی اولین مسابقات واترپولو و شیرجه با سکوهای پرش ۳ متر، ۵ متر و ۷ متر که توسط مهندسین فراسوی ساخته شده بود در اقدسیه برگزار شد. 
ایزدپناه در سال ۱۳۱۴ اولین مسابقه اسکی را با کمک تقی امامی، دکتر عبادالله بصیری، ایازی و دکتر فرزامی در لشگرک ترتیب دادند. او از همان سال به زورخانه می‌رفت و به برگزاری مسابقات کشی نیز علاقه‌مند شده بود. آنها نخستین مسابقه رسمی کشتی را در روزی که فینال مسابقات فوتبال کانون ورزش ایران بین دو تیم تمدن و شعاع برگزار می‌شد در زمین کالج ترتیب دادند. مسابقه کشتی بین مهدی قصاب و خسرو معصومی به داوری حاج سید حسن رزاز شجاعت پهلوان برگزار شد و محمدعلی فروغی رئیس‌الوزرا هم به تماشای این مسابقه کشتی آمد. از سال بعد مسابقات کشتی را در امجدیه و در تشک‌هایی که روی پیست ورزشگاه پهن می‌شد برگزار کردند چرا که کشتی پهلوانی تماشاچیان زیادی داشت و در زمین کالج به اندازه کافی جا نبود. اینگونه بود که مسابقات کشتی از گود زورخانه‌ها به روی تشک آمد. نوآوری دیگر کانون ورزش ایران برگزاری مسابقهٔ بوکس در زمین فوتبال در رینگی ساخته شده از چهار طناب بود.